# Jazz by Sun Ra
Jazz by Sun Ra ist ein Jazzalbum von Sun Ra. Die am 12. Juli 1956 im Universal Recording Studio in Chicago entstandenen Aufnahmen erschienen 1957 unter dem Titel Jazz by Sun Ra Vol. 1 auf dem kurzlebigen Label Transition Records von Tom Wilson, 1967 mit dem neuen Titel Sun Song auf Delmark Records.

## Hintergrund
Jazz by Sun Ra gilt als erste Langspielplatte des Bandleaders Sun Ra und seinem Arkestra, auch wenn die Aufnahmen für die später erschienenen Platten Super-Sonic Jazz und Angels and Demons at Play schon im Februar 1956 begannen. Sun Ras erstes Album wurde 1956–57 von Tom Wilson für dessen kurzlebiges Label Transition Records produziert. Wilson hatte gerade sein Studium an der Harvard University mit Auszeichnung abgeschlossen und darauf das in Cambridge ansässige Label gegründet, mit kühnen frühen Aufnahmesessions von Donald Byrd, Cecil Taylor, Jay Migliori, Doug Watkins, Paul Chambers, Pepper Adams, Curtis Fuller und Louis Smith, auch wenn zu dieser Zeit nicht alle diese Aufnahmen veröffentlicht wurden. Wie er sich mit Sun Ra zusammentat – damals in Chicago ansässig und anderswo in den Vereinigten Staaten praktisch unbekannt – ist nicht bekannt. Als das Material für die LP im Juli 1956 aufgenommen wurde und 1957 veröffentlicht wurde, hatte Sun Ra sein Arkestra erst vor kurzem gegründet und benannt, obwohl er mit dessen Musikern seit einigen Jahren immer wieder zusammengearbeitet hatte.
Sun Ra and His Arkestra bestand bei dieser Session 1957 aus Arthur Hoyle (Trompete), Dave Young (Trompete), Julian Priester (Posaune), James Scales (Altsaxophon), John Gilmore (Tenorsaxophon), Pat Patrick (Baritonsaxophon), Richard Evans (Bass), Wilburn Green (E-Bass), Robert Barry (Schlagzeug), Jim Herndon (Pauke, Timbales); Eutrice U. „Prince“ Shell fungierte als Arrangeur bei „Possession“, der einzigen Fremdkomposition des Albums.
Das Transition-Label ging bereits 1958 in Konkurs, die aufgenommenen Masterbänder des Labels wurden an verschiedene etablierte Plattenlabel verkauft, und Wilson begann daraufhin eine Karriere als Produzent bei Savoy, United Artists Records, Columbia und MGM-Verve. Zehn Jahre später wurden die Aufnahmen unter dem neuen Titel Sun Song beim Chicagoer Label Delmark Records in der Modern Jazz Series wiederveröffentlicht.
Die Neuveröffentlichung des Albums unter dem ursprünglichen Titel wurde von Michael D. Anderson (vom Sun Ra Music Archive) und Irwin Chusid unter der Schirmherrschaft von Sun Ra LLC, der Erbengemeinschaft der 1993 verstorbenen Musiklegende, gemeinsam produziert. Soweit verfügbar, wurden für das Mastering Original-Session-Bänder verwendet. Angeblich soll die Klangtreue alle vorherigen CD-/Digitalausgaben übertreffen.

## Titelliste
- Sun Ra: Jazz by Sun Ra (Transition TRLP J-10, Delmark DL-411)[1][2]

A1 Brainville 4:29

A2 Call for All Demons 4:30

A3 Transition 3:40

A4 Possession (Harry Revel) 5:00

A5 Street Named Hell 3:55

B1 Lullaby for Realville (Richard Evans) 4:40

B2 Future 3:15

B3 New Horizons 3:05

B4 Fall Off the Log 4:00

B5 Sun Song 3:40
Wenn nicht anders vermerkt, stammen die Kompositionen von Sun Ra.

## Rezeption
Beim ersten Erscheinen erhielt Jazz by Sun Ra nur eine einzige Besprechung, immerhin von Nat Hentoff im Down Beat. Darin wurde Sun Ras Kosmologie irritierend gefunden; der Künstler sollte sich besser dem Hier und Jetzt zuwenden statt zu philosophieren. Er lobt das Potenzial der Musik, doch seien die Soli der Musiker zu kurz. Statt der „schlechten Gedichte“ auf dem Schallplattenumschlag hätte er lieber Biographisches über die Musiker gelesen.
Jahre später wurde das Album in einem Blindfold-Test Miles Davis vorgespielt, der mit der Musik nichts anfangen konnte, sondern es für eine „europäische Band“ hielt, vielleicht etwas, dass Raymond Scott geschaffen hätte. Als das Album von Savoy Records wiederaufgelegt wurde, erkannte Philippe Carles sein Potenzial: Es sei Musik, die auf dem Bebop aufbaue, doch sei etwas verändert. das Album es störe, überrasche und wecke Aufmerksamkeit. Man könne „immer noch den evolutionären Charakter der Mutationen erkennen, denn auch die Revolutionen setzen nur das fort, was ihnen vorausging.“
Die Stilrichtungen wechseln von Hard Bop zu Third Stream, von Exotica zu Ras aufkommendem Konzept des „Space Jazz“, meinte Irwin Chusid. Obwohl das Album zum Zeitpunkt seiner ursprünglichen Veröffentlichung sehr wenig Beachtung fand, diente es als grundlegendes Statement für Sun Ra und als Hinweis auf das, was kommen würde.
Jason Heller schrieb in Pitchfork Media, während Sun Ra und seine junge Gruppe, das Arkestra, sich [musikalisch] für die Raumfahrt bereit machte, hätten sie alles getan, um „das Raumschiff mit Treibstoff zu versorgen“, bis hin zu Schwarzarbeit als R&B-Backingband für Musikkneipen. Und viel von dieser Bodenständigkeit würde in Sun Ra’s frühe Werke einsickern, einschließlich „Sun Song“ vom ersten Album des Arkestra, Jazz by Sun Ra. Die Hammond B-3 des Bandleaders habe eine düstere Anmutung, das die abwechselnd schwebenden und feurigen Bläser-Beiträge von Priester, Gilmore, Patrick und Co. anbinde – ein bisschen wie Jimmy Smith’ Orgel-Jazz, der schillernd himmlisch geworden sei.
TJ Gorton (BeatCaffeine) schrieb, obwohl Sun Ra seit den 1940er-Jahren aktiv Aufnahmen machte, betrachten viele dieses Album als sein Debütalbum. Diese LP, die später auch unter dem Titel Sun Song neu aufgelegt wurde, enthält einige der frühesten Big-Band-Kompositionen von Sun Ra mit einigen der frühen Mitglieder des Arkestra. Mit Musik, die Big-Band-Swing-, Bebop- und Blues-Einflüsse enthalte, sei Jazz by Sun Ra eine der zugänglichsten und geradlinigsten Jazz-Aufnahmen, die Sun Ra je gemacht hat.
Lindsey Planer verlieh dem Album in Allmusic vier Sterne und schrieb, Sun Ras hochgradig mathematischer Ansatz zum Bop sei zunächst von dem bekannten Jazzkritiker Nat Hentoff als „sich wiederholend“ abgetan worden, er würde Phrasen spielen, „die lediglich auf Riffs mit wenig Entwicklung aufgebaut sind“. Rückblickend werde jedoch deutlich, dass hier noch viel mehr passiere. Zu den musikalischen Innovationen, die in den Stücken „Brainville“ und „Transition“ eingewoben sind, gehören fortgeschrittene Taktarten, die mit harmonischen Tonleitern gekoppelt sind, die auf Ra’s mathematischen Gleichungen basieren. Nicht zu übersehen sei die üppige Eleganz in den filigranen, wenn nicht gar komplizierten Arrangements, die auf „Possession“ zu hören sind, sowie das ebenso engagierte „Sun Song“ – beide würden in ihrer trügerischen Einfachheit einen Hauch von Raffinesse annehmen.